# Megalopyge crispata
Megalopyge crispata is een vlinder uit de familie van de Megalopygidae. De wetenschappelijke naam van de soort is voor het eerst geldig gepubliceerd in 1864 door Packard.